# Grossulària
|  | Aquest article tracta sobre un mineral. Si cerqueu el gènere de plantes anomenat Grossularia, vegeu «Grossularia purpusii». |

La grossulària és un mineral de la classe dels silicats, que pertany al grup estructural del granat. Forma part de diferents sèries entre minerals: andradita-grossulària; grossulària-hibschita; grossulària-katoïta; grossulària-uvarovita i pirop-grossulària. Va ser anomenada kanalstein (literalment roca de canyella) l'any 1803 per Abraham Gottlieb Werner; va ser reanomenada per ell mateix l'any 1808 com a grossularita, pel color verd de les baies de la grosella espinosa (Ribes grossularium), ja que l'espècimen original presentava aquest color.

## Classificació
Tant en la classificació de Nickel-Strunz com en la de Dana apareix com a nesosilicat, formant part dels grups 9.AD.25 i 51.4.3b.2 respectivament.

## Característiques
La grossulària és un silicat de fórmula química Ca₃Al₂(SiO₄)₃. Cristal·litza en el sistema isomètric. La seva duresa a l'escala de Mohs és 6,5 a 7.

## Varietats
Existeixen diferents varietats:
- Caswellita: anomenada així l'any 1894 per Albert H. Chester en honor de John Henry Caswell. és un mineral de lluïssor resinosa o cerosa, amb una aparença foliada derivada de l'alteració hidrotermal i el reemplaçament per hendricksita. Ha estat descrita a Nova Jersey, EUA.[2]
- Grossulària cròmica: (Ca₃(Al,Cr3+)₂(SiO₄)₃) grossulària molt rica en crom, sovint es confon amb la uvarovita.[3]
- Hessonita: anomenada a partir del grec Hesson que significa inferior, en al·lusió a la seva duresa i densitat menor en comparació amb els altres granats. És una gemma de color taronja com a conseqüència al seu contingut en ferro.[4]
- Hibschita: (Ca₃Al₂(SiO₄)3-x(OH)₄x (on x = 0.2-1.5)) varietat de grossulària anomenada per Felix Cornu l'any 1905, en honor de Josef Emanuel Hibsch. Aquesta varietat presenta un reemplaçament dels ions d'ortosilicat per ions hidròxid. Va ser considerada durant un temps com a espècie mineral.[5]
- Leucogranat: grossulària incolora.[6]
- Grossulària magnèsica: grossulària amb magnesi.[7]
- Grossulària manganèsica: grossulària amb manganès.[8]
- Plazolita: varietat de grossulària hidratada, com l'hibschita o la hidrogrossulària.[9]
- Rosolita: varietat rosa de grossulària.[10]
- Grossulària estannífera: ((Ca,Sn)₃Al₂(SiO₄)₃) varietat de grossulària amb estany.[11]
- Jade de Transvaal: anomenada així pel seu color verd i la seva localització a Àfrica. És una varietat de grossulària verda i massiva.[12]
- Tsavorita: anomenada així pel Parc Nacional de Tsavo, a Kenya, que es troba a prop de la localitat tipus, a prop de Tanzània. És una varietat cròmica de color verd.[13]

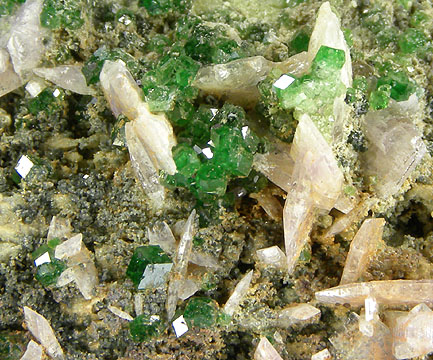
Grossulària cròmica (verd) i diòpsid (blanc).
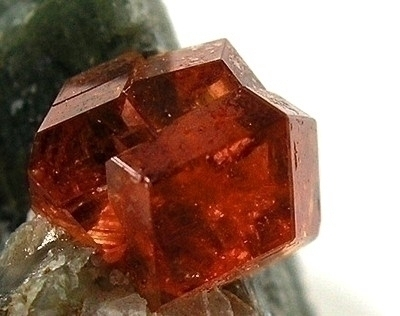
Hessonita (caramel) i diòpsid (blanc).
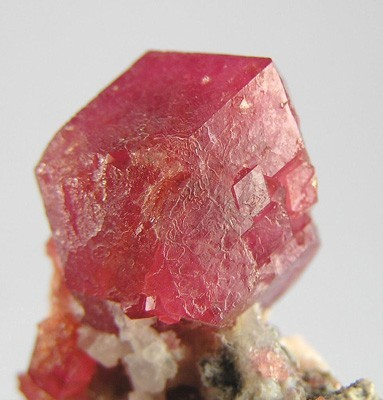
Rosolita (rosa).
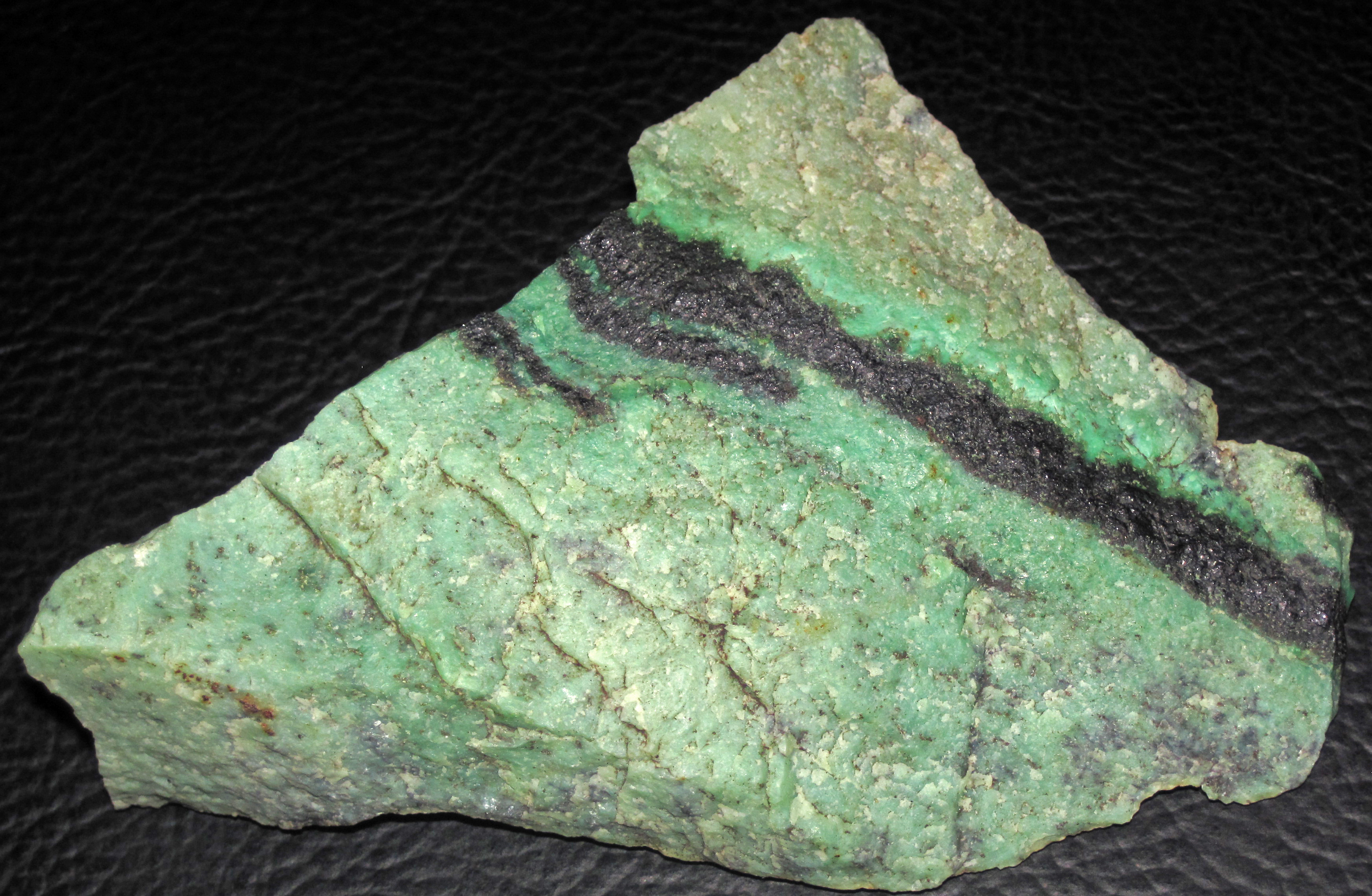
Intercreixements de granatita (amb hidrogròssulària; verd) i cromita (negre).
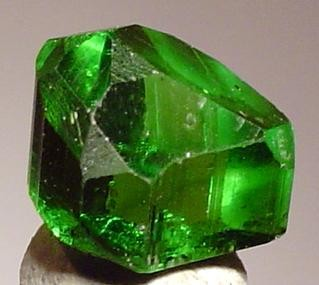
Tsavorita (verd).

## Formació i jaciments
Normalment es forma a partir de roques calcàries o sedimentàries silícies sotmeses a metamorfisme de contacte per la proximitat d'una intrusió de magma. També pot ésser formada per metamorfisme regional. Es troba associada a minerals com ara les miques, la clorita, el diòpsid, la calcita, wol·lastonita, webnerita, vesuvianita i les serpentines entre d'altres.
S'han trobat jaciments importants al Canadà, Mèxic, Kenya, Itàlia i Sri Lanka, sovint associats a asbests. Ha estat descrita en tots els continents.

## Usos

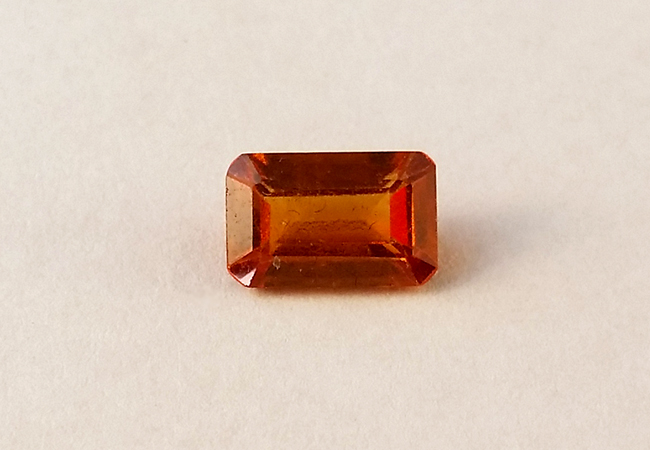
Hessonita tallada per a l'ús en joieria.

El mineral s'empra sovint com a gemma si presenta una bona qualitat, sobretot la varietat hessonita; també és apreciat per museus i col·leccionistes.